# 와시노스 신호장
와시노스 신호장(일본어: 鷲ノ巣信号場)은 일본 홋카이도 후타미 군 야쿠모정에 있는 홋카이도 여객철도 하코다테 본선의 신호장이다.

## 구 역 구조
철도역 시절에는 2면 2선의 상대식 승강장이 있는 지상역이었다. 승강장은 서로 엇갈린 구조로 설치되어 있었고, 양 승강장은 구내 건널목으로 연결되어 있었다.
역사는 없으며, 승강장 옆쪽에 대합실이 설치되어 있었다.

### 승강장
| 상행 | 하코다테 본선 | 모리 · 오누마 · 하코다테 방면 | 2016년 3월 26일 폐지됨 |
| 하행 | 하코다테 본선 | 군누이 · 오샤만베 방면        | 2016년 3월 26일 폐지됨 |

## 역 주변
- 국도 제5호선
- 야쿠모 낙농기념공원

## 역사
- 1944년 9월 1일 - 일본국유철도의 와시노스 신호장으로 설치됨.
- 1949년 8월 1일 - 신호장 폐지, 임시승강장으로 격하.
- 1962년 9월 30일 - 다시 신호장으로 승격됨. 여객 취급 개시.
- 1987년 4월 1일 - 일본국유철도 분할 민영화로 홋카이도 여객철도가 계승. 역으로 승격.
- 1990년 3월 10일 - 영업 거리 설정.
- 2007년 10월 - 역 번호 부여. H53.
- 2016년 3월 26일 - 이용자 감소에 따라 여객 영업을 종료하고 또다시 신호장으로 격하.[1] 폐지 후는 옆 야쿠모 역이 도내 최서단 역이다.

## 인접한 역
| 홋카이도 여객철도 하코다테 본선 | 홋카이도 여객철도 하코다테 본선 | 홋카이도 여객철도 하코다테 본선 |
| ------------------------------- | ------------------------------- | ------------------------------- |
| H54 야쿠모 하코다테 방면        | ■ 하코다테 본선                 | H52 야마사키 오샤만베 방면      |

## 참고 사항
1. ↑  “ja: 八雲・鷲ノ巣、安平・東追分、根室・花咲　ＪＲ、３駅廃止を伝達　小幌駅は存続へ協議” [JR announces closure of 3 stations (Washinosu in Yakumo, Higashi-Oiwake in Abira, Hanasaki in Nemuro) - Discussions to keep Koboro Station open]. 《Doshin Web》 (일본어). Japan: The Hokkaido Shimbun Press. 2015년 9월 2일에 원본 문서에서 보존된 문서. 2015년 9월 2일에 확인함.